# روان
روان (به یونانی: ψυχή، پْسیخه) در روان‌شناسی به همگی ذهن، خودآگاه و ناخودآگاه گفته می‌شود.
ولی بررسی تاریخ روان‌شناسی به ما این را نشان می‌دهد که تا امروز روان‌شناسی نتوانسته‌است برای روان یک تعریف داشته باشد و رفتار با روان یکی دانسته شده‌است با اینکه این بعد روانی است که بر منش و رفتار و کارهای هر کسی بازتاب دارد.
روان در واژه با روح نیز برابر دانسته شده‌است. روان درهم‌آمیختگی منش انسان است که بیشتر در روان‌شناسی بررسی می‌شود و در پی برخورد رفتارها و احساسات نمود می‌یابد و رخداد آن ناپیداست، ولی روح چیزی فرامادی است و در پیدایش خود وابسته به چیز دیگری نیست و تنها دربارهٔ نهاد فرامادی مردمان نیست؛ که برای توصیف دیگر چیزهای فرامادی نیز کاربرد دارد و زمینه ای دینی است.
روان‌شناسی بررسی رفتار است.
روان در لغت‌نامه دهخدا این‌جور تعریف شده [رَ / رُ] (اِ) جان. (فرهنگ اسدی) (برهان قاطع) (آنندراج) (ناظم الاطباء). روح .(برهان قاطع) (آنندراج) (ناظم الاطباء): جان را سه گفت هر کس و زی من یکی است جان ور جان گسست باز چه بر برنهد روان جان و روان یکی استه ز راه
روان به عنوان یک منبع یا ابزار نیز قابل توصیف است که به عنوان نمادی از منابع یا ابزارهای دیگری با عنوان عقل، فکر و مغز، کار یادگیری ، انتخاب و استفاده از هر رفتاری را انجام می‌دهد. درواقع این منبع یا ابزار، از طریق انجام یکسری محاسبات رفتاری، کار انتخاب و استفاده از رفتار را انجام می‌دهد که این محاسبات بر مبنای منطق عقلانی بوده و در راستای توجه به منافعی خاص انجام می‌شود. البته آنچه که گفته شد شکلی منطقی از عملکرد روان است و شکل غیرمنطقی آن داستانی جدا دارد.